# Gentiana atuntsiensis
Gentiana atuntsiensis là một loài thực vật có hoa trong họ Long đởm. Loài này được W.W.Sm. mô tả khoa học đầu tiên năm 1913.